# Szent Ilona-templom (Bukarest)
A bukaresti római katolikus Szent Ilona-templom (románul: Biserica Sf. Elena) a város 4. kerületében áll. A város magyar közössége építette 1914–1915 között, az Árpád-házi szenteket ábrázoló vitrálok és magyar felirataik még mindig emlékeztetnek a templom eredetére. Az első világháború után egy ideig zárva állt, majd a bukaresti magyarok számának hanyatlása miatt a magyar nyelvű misézés néhány évtizeden belül megszűnt.

## Története
Magyar katolikusok már 1800 előtt voltak Bukarestben, bár a korai időkről nincsenek nyilvános források. Kezdetben a városközpontban álló Barátok templomába jártak, melynek legelső említése 1321-ből származik mint a vándor hívek, átutazó kereskedők temploma, majd fokozatosan közösség is épült köréje. A magyar katolikusok szellemi központja hosszú időn keresztül a Barátok temploma volt.
A 19. században a bukaresti magyarokat mind jobban fenyegette az asszimiláció, így időszerű lett a magyar oktatás, a közösségi és vallási élet megszervezése. Az első katolikus szervezetek az 1880-as években alakultak, azonban hatékonyságuk igen alacsony volt. 1900-ban Bálinth Lajos megalapította a híveket összefogó Szent István Király Egyesületet, 1901-ben pedig Budapestre utazott, hogy a magyar hatóságok támogatását kérje a szórvány számára. Főként anyaországi vallásos társaságok támogatásával 1903-ban megnyílt a bukaresti magyar katolikus fiúiskola, 1904-ben a leányiskola, 1907-ben inasiskolák; 1913-ban pedig felhúztak egy további óvoda- és iskolaépület a későbbi Szent Ilona-templom melletti telken (ma a román Művészeti Népiskola székháza).
A bukaresti kisebbségeket – főleg a magyarokat – folytonos támadások érték a románok részéről, és a hatóságok határozottan elzárkóztak „nemzeti” templomok építésének engedélyezésétől. 1914-ben, Titu Maiorescu miniszterelnök visszavonulásával a helyzet enyhült, és 1914. június 3-án (a Román Királyságban akkoriban még használatos julián naptár szerint május 21-én) Augustin Kuczka pápai prelátus elhelyezte az új magyar templom alapkövét a nagyszámú magyar által lakott Tăbăcari városrészben. A fő támogatók a Szent István és Szent László Társulatok voltak; ezek számos házat birtokoltak a környéken (itt volt a Budapest vendéglő is, és a környéket máig Budapestaként ismerik), és a bérleti díjakból támogatták az építést. Ezen felül a hívek is adakoztak, például Sterian Ilona 10 000 frankot, Kuczka 80 000 lejt, Abonyi egy harangot. Az egyik fő adakozó, Sterian Ilona javaslatára szentelték a templomot Szent Ilona tiszteletére. Az épület Carol Cortobius tervei alapján készült, felszentelését 1916. január 7-én (julián naptár szerint 1915. december 25-én) végezte Raymund Netzhammer bukaresti érsek.
Az első világháború alatt a románok bezáratták a templomot, a magyar iskolákat feldúlták, a könyveket szétszaggatták és szétszórták. A magyar nyelvű vallásgyakorlás jogát csak az 1920-as évek végére sikerült visszaszerezni; a Szent Ilona-templomra kivetett zárlatot 1929-ben hatálytalanították, így heti három alkalommal magyarul lehetett misézni, azonban az iskolákat nem szolgáltatták vissza, és tilos volt a magyar nyelvű katolikus oktatás. Gyárfás Elemér, a Katolikus Státus világi elnöke 1934-ben azt javasolta, hogy ruházzák át a templom tulajdonjogát a Erdélyi Ferences Rendtartományra, hogy biztosítsák a templom és a megalapítani kívánt plébánia magyar jellegét, azonban Cisar bukaresti érsek ellenkezése és belső ellentétek hatására nem sikerült az ügyben dűlőre jutni. A templom végül 1935-ben a jezsuiták felügyelete alá került, azonban már csak heti egy magyar nyelvű misét tartottak.
1945-ben Mária-kegyhellyé nyilvánították. 1975-ig a Barátok temploma, 1985-ig a Szent Teréz-templom fiókegyháza volt, majd külön egyházközséggé szerveződött. A földrengések megrongálták; az 1990-es évek elején kijavították. Ugyanekkor épült fel a paplak.

## Leírása
Art déco stílusban épült egyhajós templom az utcafronttól távol a Cuza Vodă utcában, Bukarest 4. kerületében. A főbejárat fölötti mozaik Szent Ilonát ábrázolja, a főhajóban pedig ma is látható tizenkét eredeti vitrál, melyek közül öt Árpád-házi szenteket ábrázol (Szent István, Szent Imre, Szent László, Szent Erzsébet, Szent Margit). A vitrálok alatt az adományozók nevei is láthatóak (Szent László Társulat, Gyermeksegélyző Egyesület, Netzhammer, Kuczka, dr. Várady, Söpkéz, Baumann, Zwoelfer, Abonyi).
Heti tíz alkalommal, román nyelven miséznek (vasárnap három, kedden két, a többi nap egy alkalommal).

## Képek

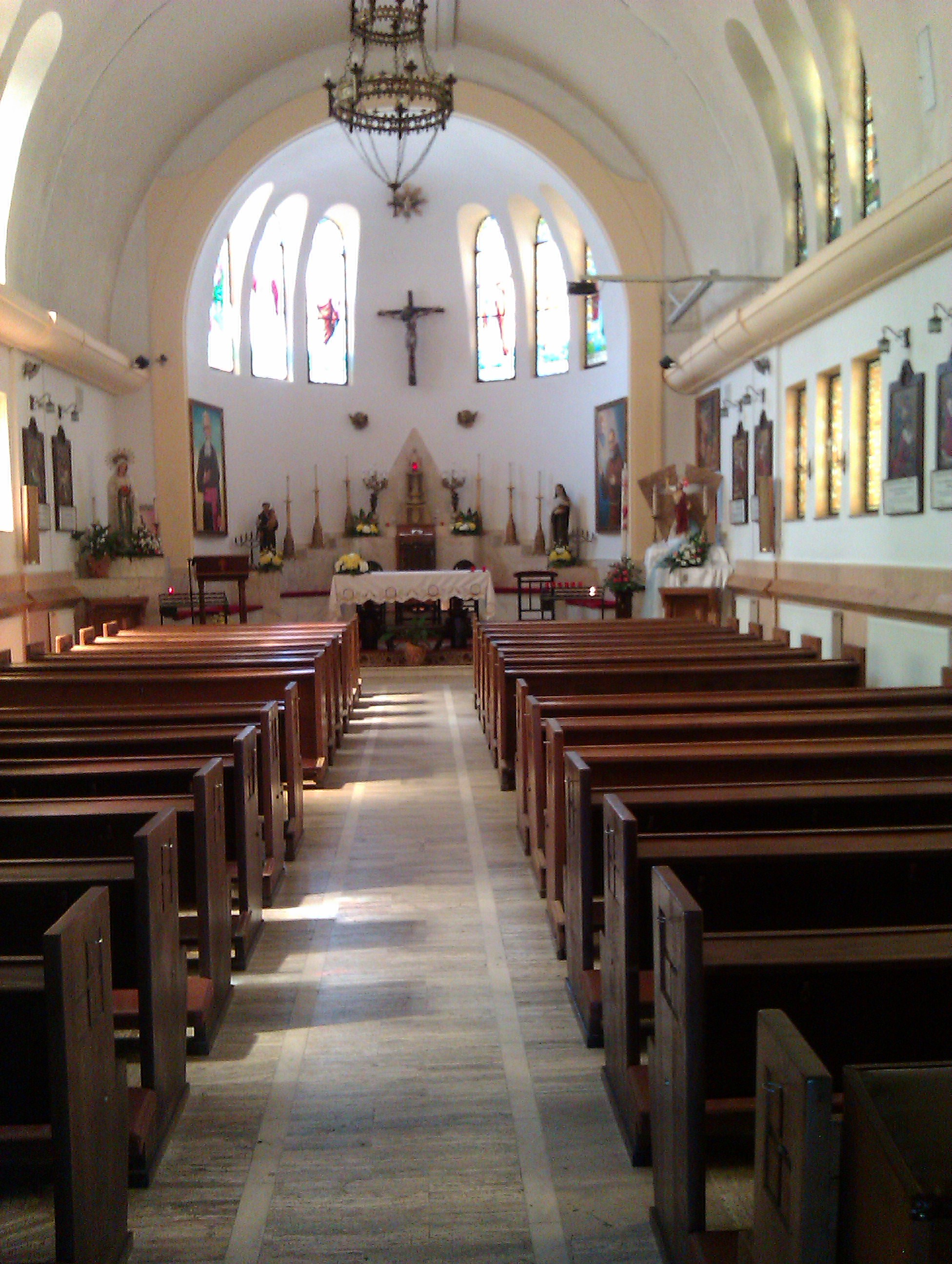
Templomhajó
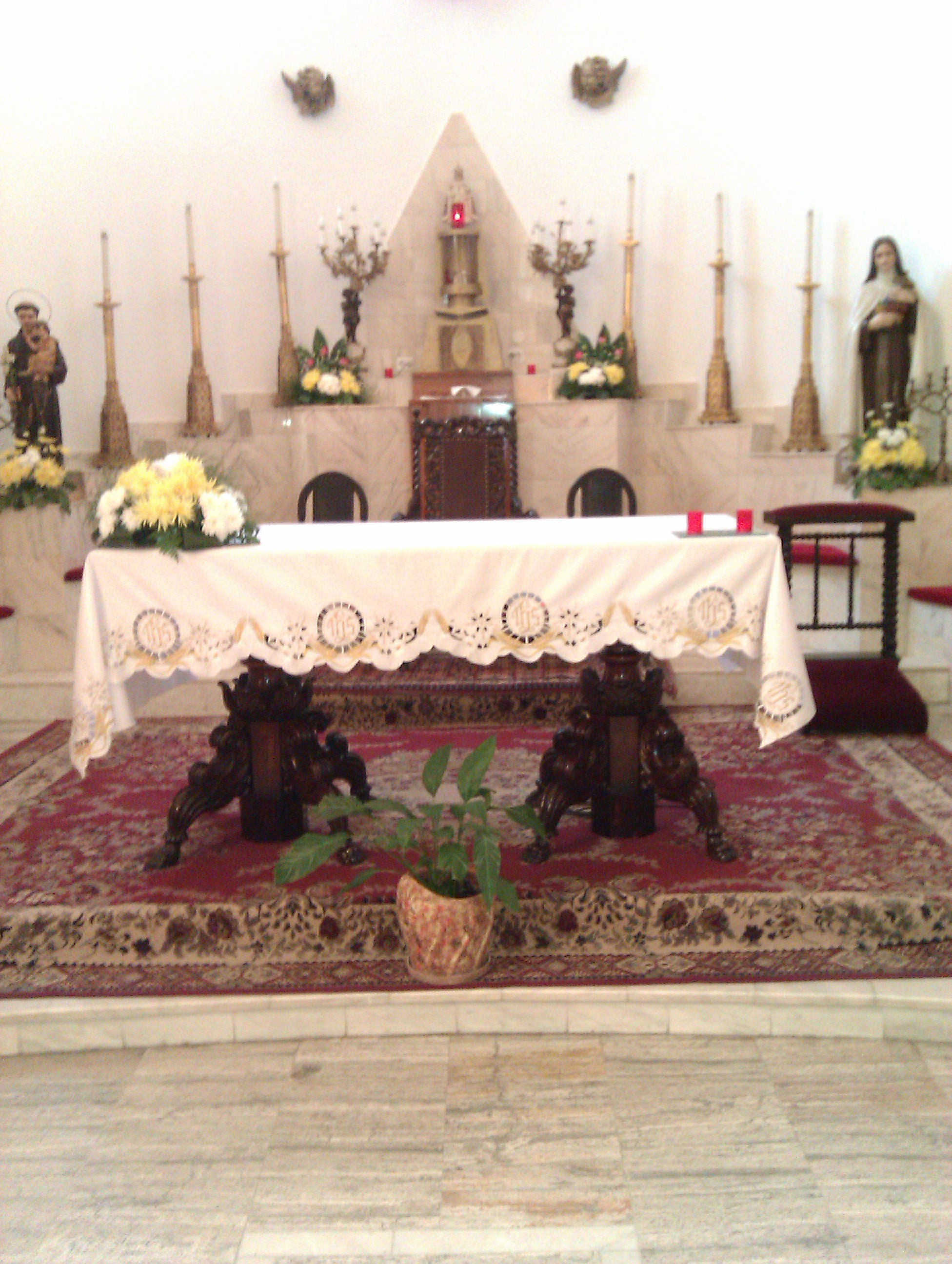
Az oltár
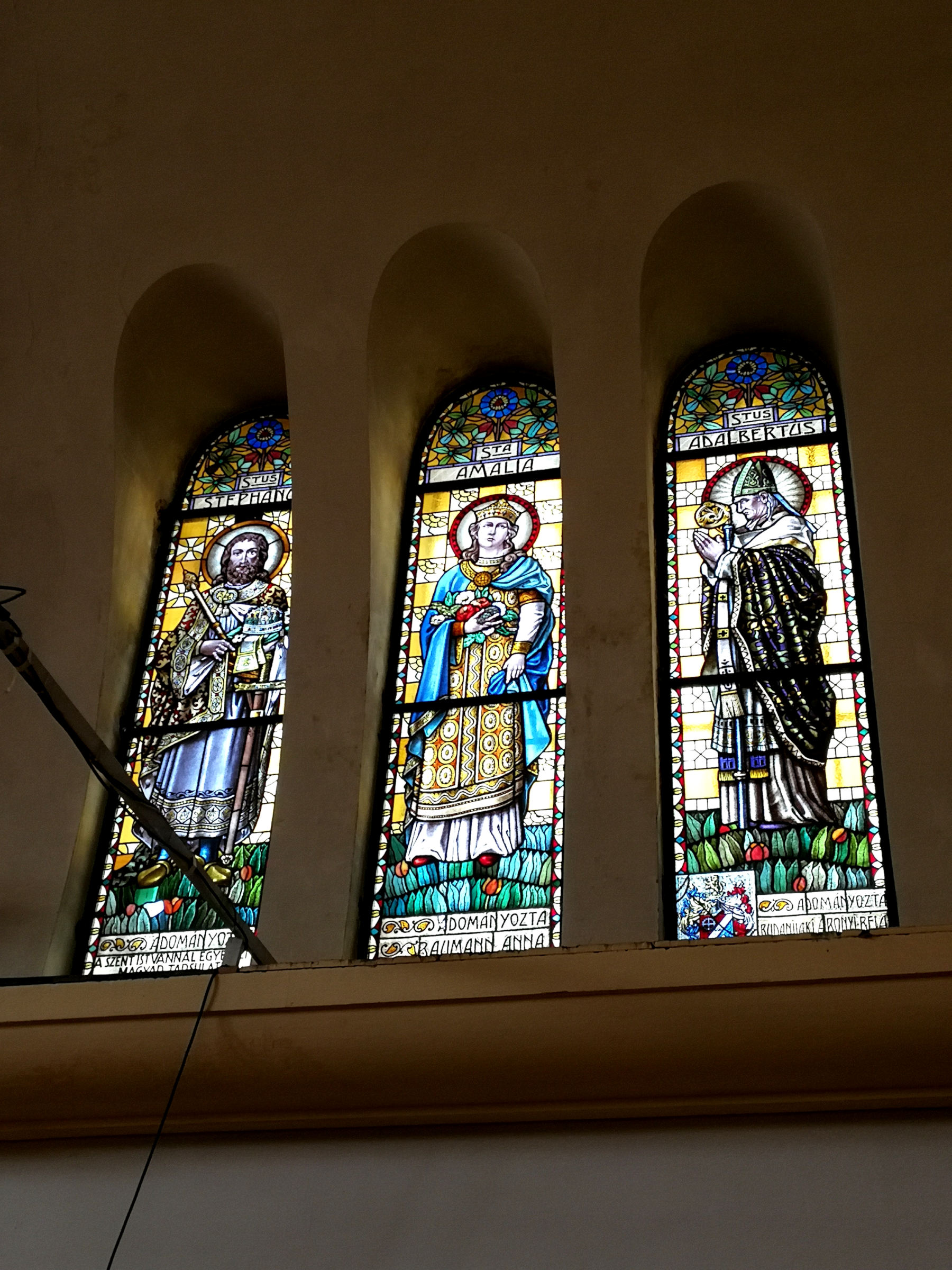
Szent István, Szent Amália, Szent Adalbert
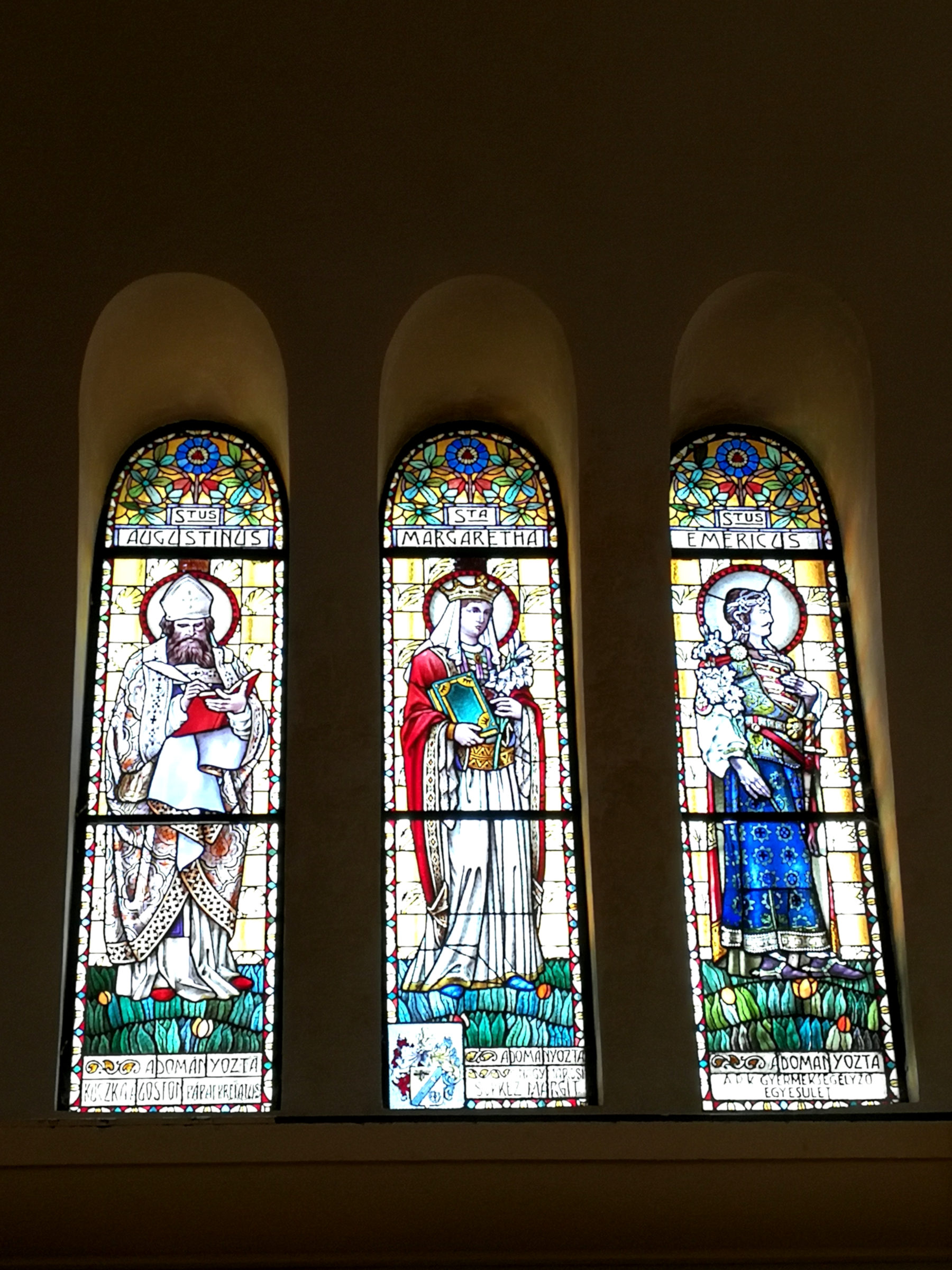
Szent Ágoston, Szent Margit, Szent Imre